# Michelle Page
Michelle Laone Page (* 19. Januar 1987 in Fort Worth, Texas) ist eine US-amerikanische Schauspielerin und Filmproduzentin.

## Karriere
Michelle Page hatte Rollen in Fernsehserien wie zum Beispiel Crossing Jordan, CSI: Miami, Cold Case, Bones, The Mentalist oder Ghost Whisperer. 2005 spielte sie in der Komödie Miss Undercover 2 – Fabelhaft und bewaffnet – neben Sandra Bullock, William Shatner und Elisabeth Röhm – die Rolle einer Punkerin. 2007 spielte sie im Horror-Psychothriller Sublime – neben Thomas Cavanagh, Kathleen York und Paget Brewster – die Rolle der Ravyn. Ebenfalls 2007 spielte sie im Horror-Fantasy-Thriller Ich weiß, wer mich getötet hat – neben Lindsay Lohan, Neal McDonough und Julia Ormond – die Rolle der Gabrielle Sherwood. Ihre Szenen wurden jedoch aus dem Film geschnitten. 2012 spielte sie im Horror-Thriller Rogue River – neben Bill Moseley und Lucinda Jenney – die Rolle der Mara.

## Filmografie (Auswahl)
- 2004: Crossing Jordan – Pathologin mit Profil (Crossing Jordan, Fernsehserie, 1 Episode)
- 2005: Miss Undercover 2 – Fabelhaft und bewaffnet (Miss Congeniality 2: Armed and Fabulous)
- 2005: CSI: Miami (Fernsehserie, 1 Episode)
- 2007: Sublime
- 2007: Cold Case – Kein Opfer ist je vergessen (Cold Case, Fernsehserie, 1 Episode)
- 2007: Standoff (Fernsehserie, 1 Episode)
- 2008: Bones – Die Knochenjägerin (Bones, Fernsehserie, 1 Episode)
- 2008: The Mentalist (Fernsehserie, 1 Episode)
- 2009: Castle (Fernsehserie, 1 Episode)
- 2009: Ghost Whisperer – Stimmen aus dem Jenseits (Ghost Whisperer, Fernsehserie, 1 Episode)
- 2009: Saving Grace (Fernsehserie, 1 Episode)
- 2011: CSI: NY (Fernsehserie, 1 Episode)
- 2012: Rogue River